# Stefano Ussi
Stefano Ussi ( 03 de setembro de 1822 – 11 de julho de 1901) foi um pintor italiano, conhecido pelas suas pinturas históricas e mais tarde pelas suas representações de temas orientais, especialmente árabes e marroquinos.

## Biografia
Nascido em Florença, estudou na Academia de Belas Artes com Enrico Pollastrini. Entre os seus colegas estão Pietro Benvenuti e Giuseppe Bezzuoli.
Depois dos seus estudos na Academia, ofereceu-se como voluntário na Primeira Guerra da Independência, durante a qual foi feito prisioneiro pelas tropas austríacas. Após retornar a Florença, ganhou o prémio Trienal pela pintura Ressurreição de Lázaro, em 1849, e apresentou obras nos anos seguintes sobre temas históricos e literários nas exposições da Società Promotrice di Belle Arti de Florença, dirigida por Filippo Palizzi .

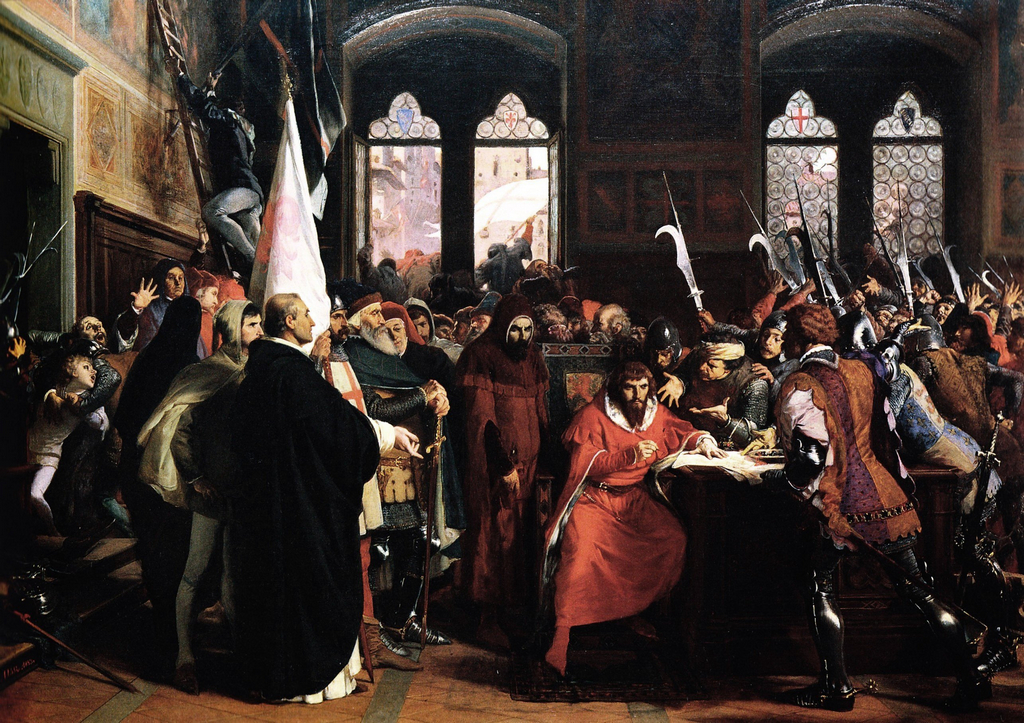
A Expulsão de Florença do Duque de Atenas

Associado ao grupo de pintores Macchiaioli, que gravitava em torno do Café Michelangiolo, alcançou grande sucesso com A Expulsão de Florença do Duque de Atenas (Florença, Galleria d'Arte Moderna, Palácio Pitti (Palazzo Pitti ), exibido em Florença na primeira Esposizione Nazionale, em 1861, que depois seria também premiado em Paris, em 1867. Este quadro representa a expulsão, no século XIV, pelos florentinos, do tirânico governador de Florença, Gualtério VI, conde de Brienne, antigo duque de Atenas. Orcagna, que presenciou os eventos, tinha feito um fresco alegórico, em 1343, no Palazzo Vecchio. Na época de Stefano Ussi, com a consolidação do Reino de Itália, os atos heroicos medievais assumiam fortes conotações patrióticas.
Stefano Ussi é considerado um dos pintores orientalistas do Oitocentos. Ussi visitou o Egito em 1869, por ocasião da abertura do Canal de Suez, e retornou em 1872, a convite do Quediva. Com o seu amigo, o pintor Cesare Biseo, e Edmondo de Amicis, acompanhou uma embaixada diplomática italiana ao sultão de Marrocos em 1875. Edmondo de Amicis publicou posteriormente o trabalho dos artistas. Os muitos desenhos que fez durante estas viagens forneceram-lhe material importante para os anos que se seguiram.
O vice-rei do Egito encomendou uma grande tela, O Festival do tapete ou a Peregrinação a Meca . Em 1880, em Turim, expôs A escolta do governador Ben Alida e do seu jovem filho que precedem a embaixada italiana; Fantasia marroquina em homenagem à embaixada italiana; e A família árabe no deserto. Em 1881, em Milão, expôs a Celebração de Maomé em Tânger, outra pintura de género orientalista. Expôs também Um intermediário do amor. Entre as suas obras, contam-se ainda Cavalaria Árabe; Fantasia árabe em torno da embaixada italiana a Marrocos; Festa em Fez, oferecida ao imperador de Marrocos; Árabe na fonte; e Um dervixe em pompa solene. A sua pintura Mulher árabe no poço (1880) está exposta no Museu Borgogna em Vercelli.
Morreu em Florença.

## Galeria

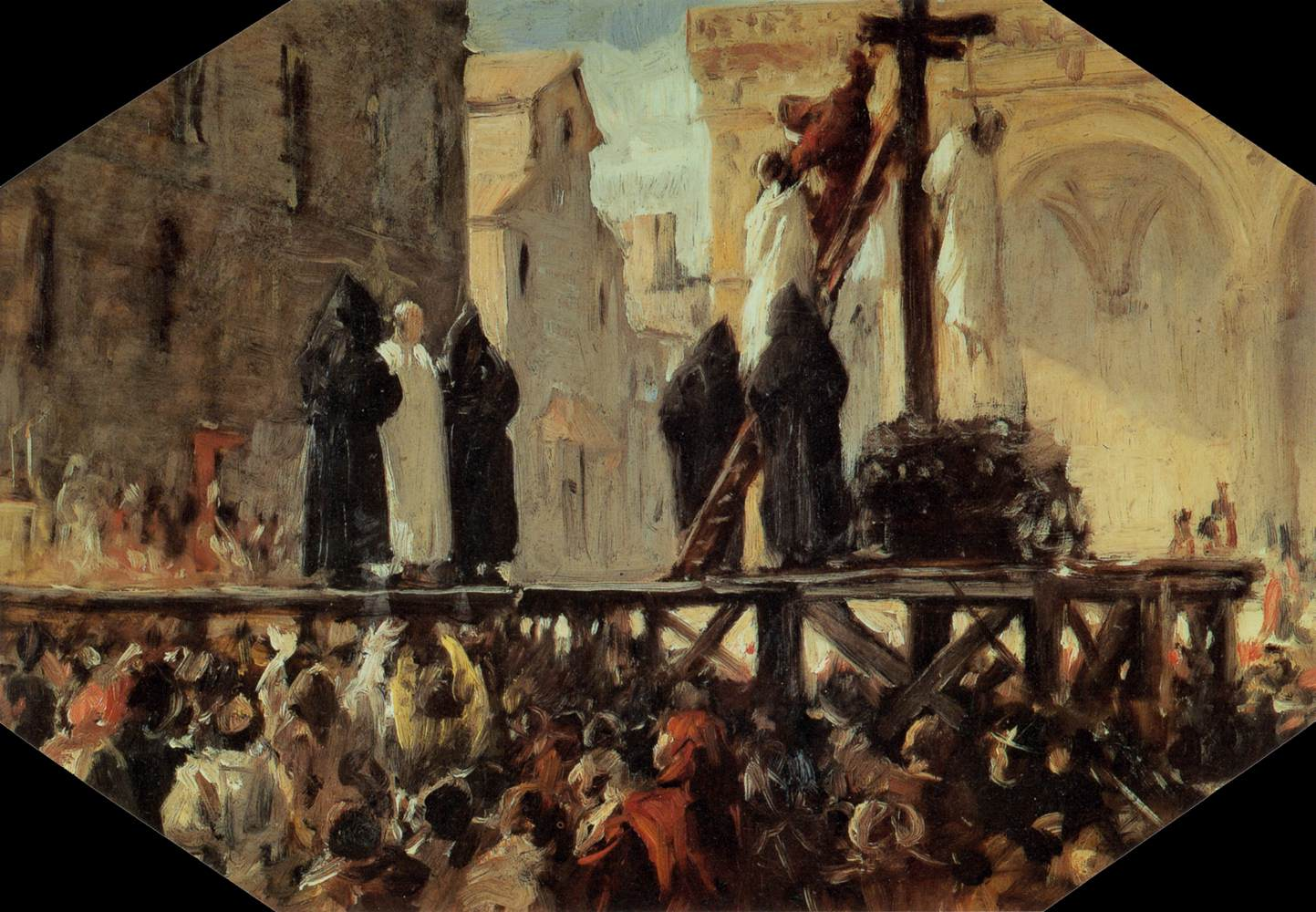
A execução de Savonarola
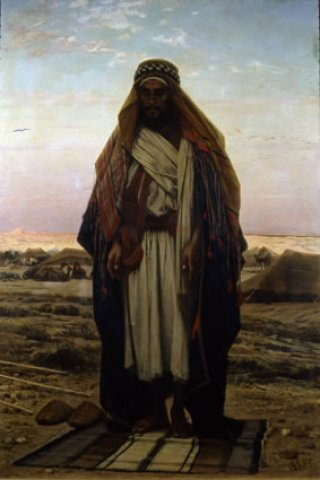
Pregador no Deserto
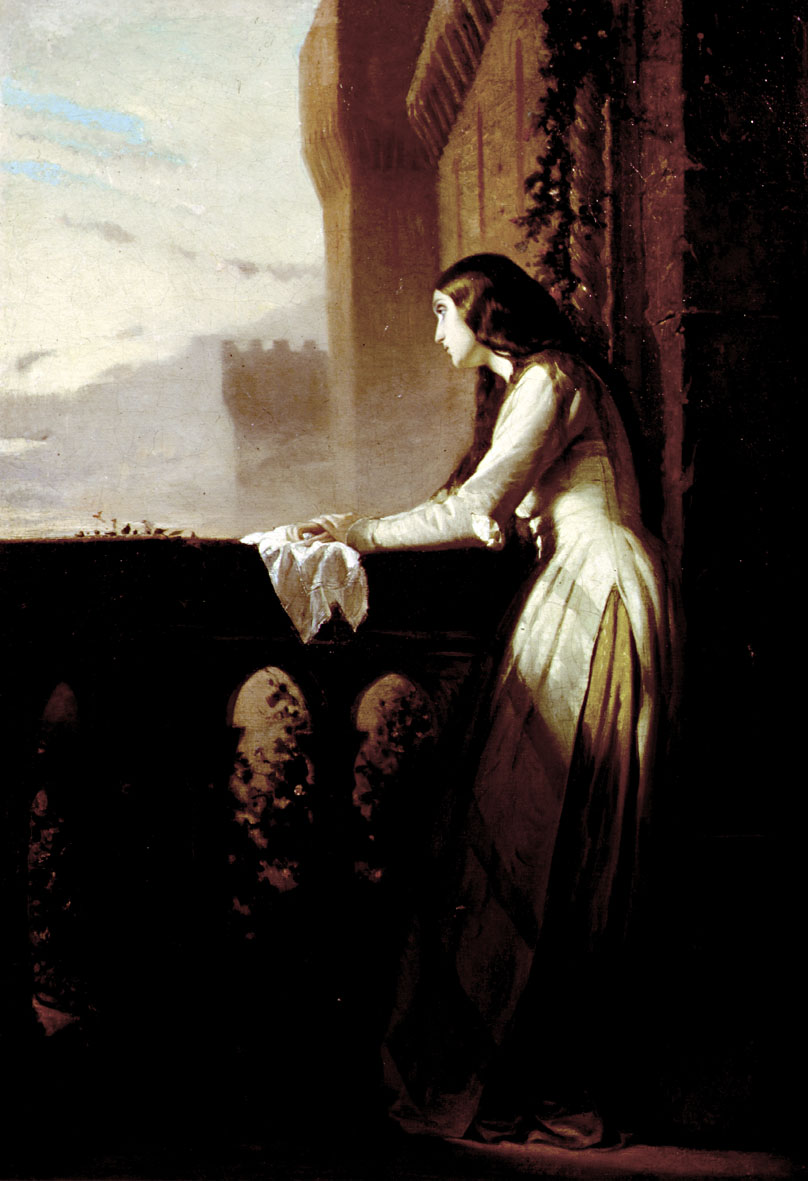
Pia de' Tolomei
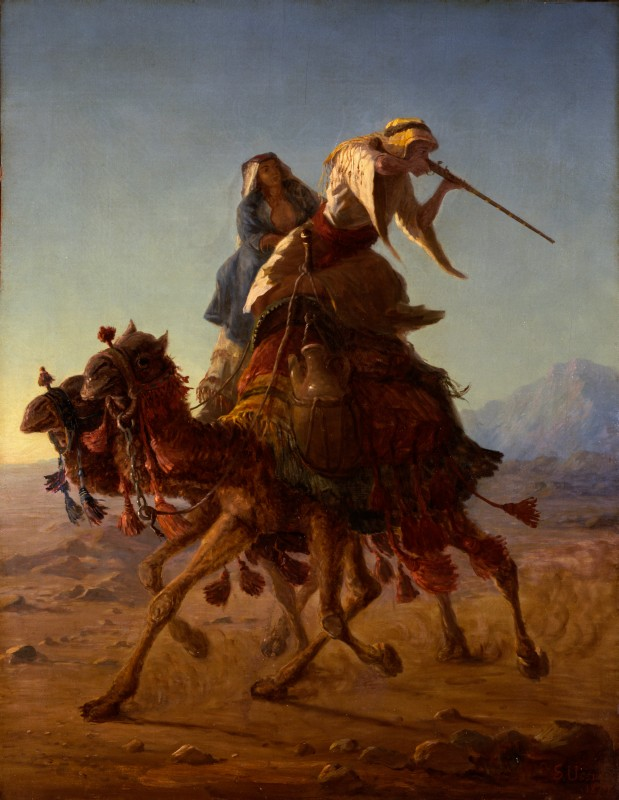
Beduíno em camelo
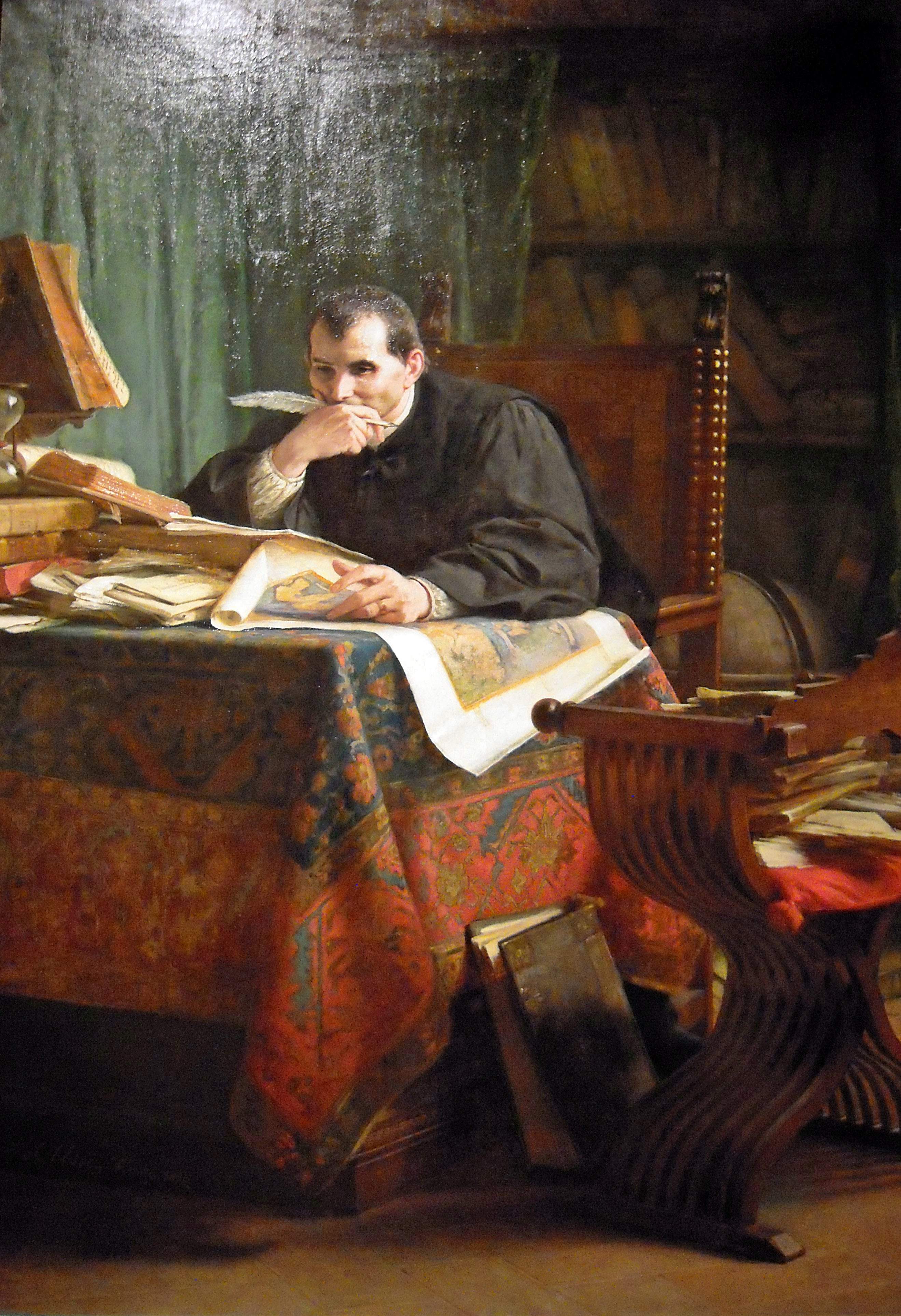
Maquiavel no seu estúdio (1894)